# في 2500
في 2500 :(بالإنجليزية: IAE V2500) هو محرك طائرات توربيني مروحي عالي الالتفافية. وهو من أنتاج شركة محركات ايرو الدولية:(بالإنجليزية: IAE International Aero Engines AG) والمعروفة أختصارا بـ آي إيه أي (IAE)، هي شركة تصنيع مسجلة في زيورخ سويسرا، وتاسست آي إيه أي في عام 1983 لإنتاج المحرك، وهي اتحاد مكون من أربعة مصنعين للمحركات.
والمحرك في 2500 يمكن تثبيتة على عائلة إيرباص إيه 320/321/ 319 وطائرة رجال الأعمال ACJ وطائرة ماكدونيل دوغلاس إم دي-90. ومنح محرك في 2500 شهادة صلاحية الطيران في عام 1988 من قبل إدارة الطيران الفيدرالية الأمريكية (FAA).

## التطوير

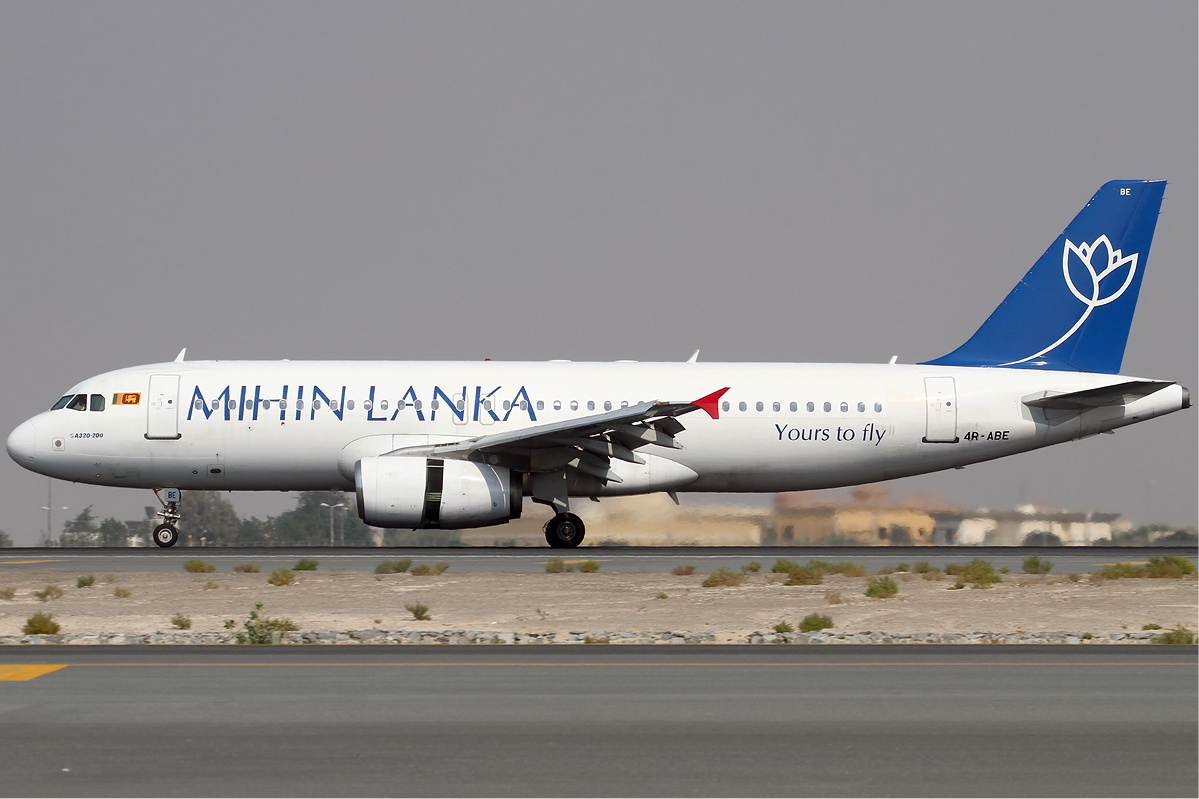
طائرة إيرباص إيه 320 مزودة بمحركات في 2500 من أنتاج شركة آي إيه أي.

قامت رولز رويس بي إل سي بالاستناد على ضاغط الضغط العالي (HP) والمكون من ثماني مراحل والمرتكز على وحدة الأبحاث (RC34B) والمستخدمة في المحرك التجريبي من طراز (RB401-06)، ولكن مع أضافة مرحلة عاشرة في الخلف. بينما قامت برات وويتني بتطوير نظام الاحتراق وتبريد الهواء للمرحلة الثانية لتوربينات الضغط العالي، بينما قامت الشركات اليابانية بتطوير نظام الضغط المنخفض. وكانت شركة ام تي يو (MTU) مسؤولة عن 5 مراحل من التوربين الضغط المنخفض.
تم تسليم المحرك في 2500 والذي يحمل رقم تسلسل الإنتاج 4,000 إلى شركة تام والتي تحمل العلم البرازيلي (TAM) والذي تم تثبيتها على طائرة إيرباص إيه 319 وايضا هي الأخرى تحمل الرقم التسلسلي 4,000 من سلسلة أنتاج عائلة إيرباص إيه 320. 

## الإصدارات

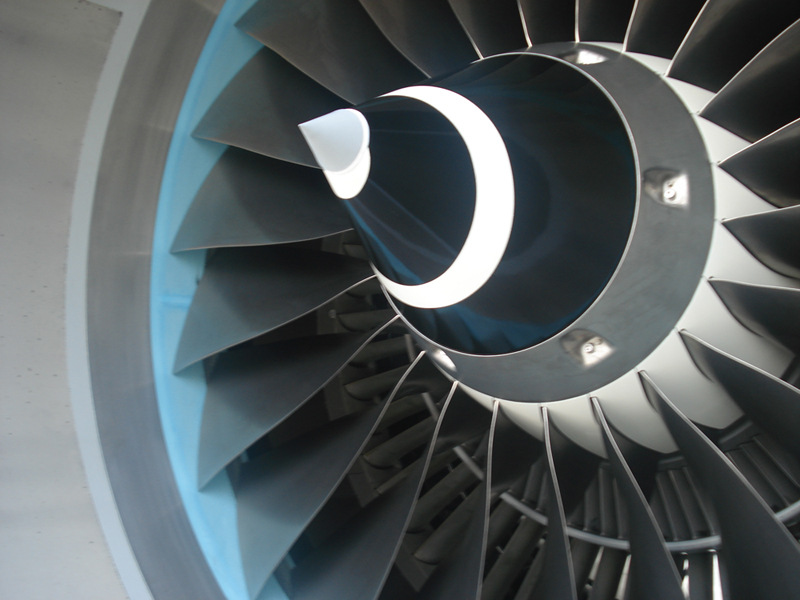
مروحة محرك في 2500-إيه1 مثبت على طائرة عائلة إيرباص إيه 320

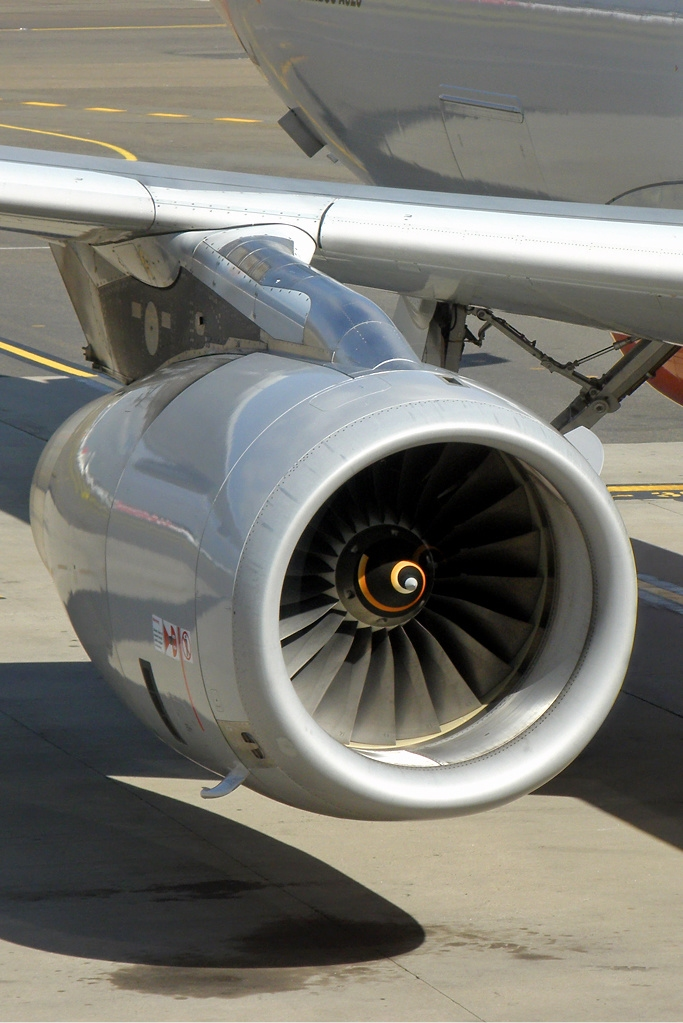
محرك في 2500 مثبت على طائرة إيرباص إيه 320 تابعة لخطوط جت ستار

### في 2500-إيه1
- محرك في 2500-إيه1 (V2500-A1) دخل الخدمة مع أدريا إيرويز.

### في 2500-إيه5
قدم معزز للمرحلة الرابعة في التكوين الأساسي لمحرك في 2500-إيه5 (V2533-A5) وذلك لزيادة تدفق الهواء في النواة. وتم زيادة قطر المروحة. وهذان التغييران ساعدا في زيادة القوة إلى 33,000 رطل (147 كيلو نيوتن) مما اتاح للمحرك لتلبية المتطلبات الأكبر للطائرة إيرباص إيه 321 -200.

### إصدارات “التقييم دي”
تم إنتاج عدد من المحركات مشتقة من المحرك إيه-5 (-A5) وسميت ب “التقييم دي” (derated)، وهذه المحركات تتوافق مع متطلبات المرحلة الرابعة لشروط الضوضاء، وهي على النحو التالي: 
- المحرك (V2524-A5) ذو قوة دفع تبلغ 23,500 (105 كيلو نيوتن) ومخصص لطائرة إيرباص إيه 319
- المحرك (V2527-A5) ذو قوة دفع تبلغ 27,000 (120 كيلو نيوتن) ومخصص لطائرة إيرباص إيه 320
- المحرك (V2528-D5) ذو قوة دفع تبلغ 28,000 (120 كيلو نيوتن) ومخصص لطائرة ماكدونيل دوغلاس إم دي-90-30.
- المحرك (V2533-A5) ذو قوة دفع تبلغ 33,000 (150 كيلو نيوتن) ومخصص لطائرة إيرباص إيه 321

### في 2500 الاختيار الأول
في 10 أكتوبر 2005، أعلنت آي إيه أي عن إطلاق المحرك في 2500 الاختيار الأول (V2500SelectOne) بالتزامن مع ابرام عقد بيع المحرك لخطوط إنديجو الجوية (IndiGo Airlines) وذلك لتزويد 100 طائرة من عائلة إيرباص إيه 320 بالمحرك.
والمحرك في 2500 الاختيار الأول هو عبارة عن حزمة تجمع مابين تحسين أداء المحرك واتفاق لخدمة ما بعد البيع. وفي فبراير 2009، قامت شركةبرات آند ويتني بترقية أول محرك في 2500-إيه5 إلى حزمة الاختيار الأول التحديثية القياسية، وكان ذلك المحرك ملك شركة الخطوط الجوية الأمريكية ويستخدام منذ عام 1998.

### في 2500 الاختيار الثاني
في 15 مارس 2011، أعلنت آي إيه أي خيار ترقية محركات في 2500 الاختيار الأول إلي برنامج في 2500 الاختيار الثاني (V2500 SelectTwo). 

## التطبيقات
- عائلة إيرباص إيه 320 A320 الأسرة (باستثناء إيرباص إيه 318، وإيرباص neo)
- امبراير من طراز KC-390
- ماكدونيل دوغلاس إم دي-90

## مواصفات
| نوع      | اقتحام (KN) | نسبة التجاوز | نسبة الضغط | قطر المروحة (م) | مجموع طول (م) | الوزن (كلغ) | سنة بدء الإنتاج | نوع الطائرة              |
| -------- | ----------- | ------------ | ---------- | --------------- | ------------- | ----------- | --------------- | ------------------------ |
| V2500-A1 | 111         | 5.4: 1       | 35.8: 1    | 1.587           | 3.2           | 2,327       | 1989            | إيرباص إيه 320           |
| V2522-A5 | 97.86       | 4.9: 1       | 32.8: 1    | 1.613           | 3.2           | 2,359       | 1992            | إيرباص إيه 319           |
| V2524-A5 | 106.75      | 4.9: 1       | 32.8: 1    | 1.613           | 3.2           | 2,359       | 1996            | إيرباص إيه 319           |
| V2525-D5 | 111         | 4.8: 1       | 34.5: 1    | 1.613           | 3.2           | 2,484       | 1995            | ماكدونيل دوغلاس إم دي-90 |
| V2527-A5 | 117.88      | 4.8: 1       | 32.8: 1    | 1.613           | 3.2           | 2,359       | 1993            | إيرباص إيه 320           |
| V2528-D5 | 124         | 4.7: 1       | 35.2: 1    | 1.613           | 3.2           | 2,484       | 1995            | ماكدونيل دوغلاس إم دي-90 |
| V2530-A5 | 139.67      | 4.6: 1       | 35.2: 1    | 1.613           | 3.2           | 2,359       | 1994            | إيرباص إيه 321           |
| V2533-A5 | 146.80      | 4.5: 1       | 35.2: 1    | 1.613           | 3.2           | 2,359       | 1996            | إيرباص إيه 321           |

## وصلات خارجية
- Concourse Article on the V2500 التقاء المادة على V2500 نسخة محفوظة 4 ديسمبر 2004 على موقع واي باك مشين.
- Home Page of the V2500 series الصفحة الرئيسية من سلسلة V2500
- Rolls Royce V2500 page رولز رويس V2500 الصفحة
- Pratt & Whitney V2500 page برات آند ويتني الصفحة V2500
- MTU V2500 page الصفحة V2500 MTU

## قوائم ذات صلة
- قائمة محركات الطائرات